# Noah Emmerich
Noah Nicholas Emmerich (New York, 27 febbraio 1965) è un attore statunitense.

## Biografia
Il padre Andre è un artista newyorkese, mentre il fratello Toby è presidente di produzione della New Line Cinema. Emmerich è noto principalmente per i suoi ruoli in film, come Beautiful Girls, Cop Land, The Truman Show, Windtalkers, Cellular e Warrior, oltre che per il ruolo di Stan Beeman nella serie televisiva The Americans, che ricopre dalla prima all'ultima stagione. Emmerich è uno degli attori feticcio del regista Gavin O'Connor, dal quale è stato impiegato in ben cinque film, ovvero In cerca d'amore, Miracle, Pride and Glory - Il prezzo dell'onore, Warrior e Jane Got a Gun.

## Vita privata
Dal 1998 al 2003 è stato sposato con l'attrice Melissa Fitzgerald, una delle interpreti della serie West Wing - Tutti gli uomini del Presidente. Nel 2014 si è sposato con la produttrice Mary Regency Boies.

## Filmografia

### Cinema
- Last Action Hero - L'ultimo grande eroe (Last Action Hero), regia di John McTiernan (1993)
- Beautiful Girls, regia di Ted Demme (1996)
- Cop Land, regia di James Mangold (1997)
- The Truman Show, regia di Peter Weir (1998)
- Snitch, regia di Ted Demme (1998)
- Life, regia di Ted Demme (1999)
- In cerca d'amore (Tumbleweeds), regia di Gavin O'Connor (1999)
- Pazzi in Alabama (Crazy in Alabama), regia di Antonio Banderas (1999)
- Frequency - Il futuro è in ascolto (Frequency), regia di Gregory Hoblit (2000)
- Love & Sex, regia di Valerie Breiman (2000)
- Julie Johnson, regia di Wendy Hammond (2001)
- Windtalkers, regia di John Woo (2002)
- Amore senza confini (Beyond Borders), regia di Martin Campbell (2003)
- Cellular, regia di David R. Ellis (2004)
- Miracle, regia di Gavin O'Connor (2004)
- Little Children, regia di Todd Field (2006)
- Pride and Glory - Il prezzo dell'onore (Pride and Glory), regia di Gavin O'Connor (2008)
- Trust, regia di David Schwimmer (2010)
- Fair Game - Caccia alla spia (Fair Game), regia di Doug Liman (2010)
- Warrior, regia di Gavin O'Connor (2011)
- Super 8, regia di J. J. Abrams (2011)
- Blood Ties - La legge del sangue (Blood Ties), regia di Guillaume Canet (2013)
- Jane Got a Gun, regia di Gavin O'Connor (2016)
- Matrimonio con l'ex (The Wilde Wedding), regia di Damian Harris (2017)
- The Good Nurse, regia di Tobias Lindholm (2022)

### Televisione
- Flying Blind – serie TV, episodio 1x22 (1993)
- Precious Victims, regia di Peter Levin – film TV (1993)
- NYPD - New York Police Department (NYPD Blue) – serie TV, episodio 1x19 (1994)
- Jack Reed - In cerca di giustizia (Jack Reed: A Search for Justice), regia di Brian Dennehy – film TV (1994)
- Melrose Place – serie TV, episodio 3x23 (1995)
- Nessuno sapeva (If Someone Had Known), regia di Eric Laneuville – film TV (1995)
- Il fuoco e la passione (Smoke Jumpers), regia di Dick Lowry – film TV (1996)
- Smog, regia di Jon Favreau – film TV (1999)
- West Wing - Tutti gli uomini del Presidente (The West Wing) – serie TV, episodio 1x14 (2000)
- Wonderland – serie TV, episodio 1x03 (2000)
- Accadde in aprile (Sometimes in April), regia di Raoul Peck – film TV (2005)
- Law & Order - Unità vittime speciali (Law & Order: Special Victims Unit) – serie TV, episodio 7x04 (2005)
- Detective Monk (Monk) – serie TV, episodio 7x14 (2009)
- White Collar – serie TV, 4 episodi (2009-2010)
- Backwash – serie TV, 5 episodi (2010-2011)
- The Walking Dead – serie TV, episodi 1x05-1x06 (2010)
- Metro, regia di Stephen Gaghan – film TV (2011)
- The Americans – serie TV, 75 episodi (2013-2018)
- Master of None – serie TV, episodio 1x05 (2015)
- Billions – serie TV, episodio 1x04 (2016)
- The Hot Zone - Area di contagio (The Hot Zone) – miniserie TV, 6 episodi (2019)
- The Spy, regia di Gideon Raff – miniserie TV, 6 episodi (2019)
- Space Force – serie TV, 5 episodi (2020-2022)
- The Walking Dead: World Beyond – serie TV, episodio 2x10 (2021)
- Dark Winds – serie TV, 6 episodi (2022)
- Suspicion – serie TV, 7 episodi (2022)

## Doppiatori italiani
Nelle versioni in italiano delle opere in cui ha recitato, Noah Emmerich è stato doppiato da:
- Roberto Draghetti in The Truman Show, Frequency - Il futuro è in ascolto, Windtalkers, Little Children, Pride and Glory - Il prezzo dell'onore, Fair Game - Caccia alla spia, The Americans, Billions, The Hot Zone - Area di contagio, Space Force (st. 1)
- Franco Mannella in Amore senza confini, Miracle
- Teo Bellia in Trust, Matrimonio con l'ex
- Francesco Prando in The Walking Dead, The Spy, The Walking Dead: World Beyond
- Saverio Indrio in Law & Order - Unità vittime speciali
- Stefano Mondini in Beautiful Girls
- Valerio Sacco in Life
- Massimo Lodolo in Cellular
- Sergio Di Stefano in Detective Monk
- Fabrizio Pucci in White Collar
- Antonio Palumbo in Warrior
- Angelo Maggi in Super 8
- Roberto Chevalier in Blood Ties - La legge del sangue
- Sergio Lucchetti in Master of None
- Massimo De Ambrosis in The Good Nurse
- Stefano Thermes in Suspicion
- Simone Mori in Space Force (ep. 2x01)